# The Baby Huey Story: The Living Legend
A The Baby Huey Story: The Living Legend egy posztumusz album, melyet Baby Huey halála után 1971-ben jelentettek meg először. A cím arra utal, hogy Baby Huey egy legenda, aki halálát követően is életben maradt.

## Információk
Baby Huey debütáló albumának felvételei közepette volt, amikor 1970-ben szívroham következtében meghalt. Marv Stuart más néven Marv Heiman és Curtis Mayfield a korábban rögzített dalokhoz hozzátett még néhány zeneszámot, melyeket szintén korábban rögzítettek, hogy meglegyen egy albumnyira való dal. Nagyon valószínű, hogy néhány dalt nem a Babysitters zenekar rögzített, hanem a Curtom Records egyéb művészei által lettek rögzítve, mivel a kiadó csupán Ramey-t akarta szerződtetni, nem az egész együttest. Figyelemre méltó a Sam Cooke féle feldolgozás, az 'A Change Is Gonna Come" című dal.
Az album megjelenése után negyed évszázaddal a lemez kultusz klasszikussá vált a soul zenészek, és hip-hop rajongók körében. Különösen az egyedi "Hard Times" című dal hangmintáit használták fel számos alkalommal olyan művészek, mint Ice Cube, A Tribe Called Quest, vagy Ghostface Killah.

## Kiadások

### Eredeti megjelenések
- The Baby Huey Story: The Living Legend - Curtom CRS 8007 - 1971 (U.S.)
- The Baby Huey Story: The Living Legend - Buddah  940 060 - 1971 (UK)
- The Baby Huey Story: The Living Legend - Buddah  CPF 940 080 - 1971 (France)[3]

### Számlista
Curtom CRS 8007

#### 'Side 1
1. "Listen to Me" (Michael Johnson) (6:35)
2. "Mama Get Yourself Together" (James Ramey) (6:10)
3. "A Change Is Going to Come" (Sam Cooke) (9:23)

#### 'Side 2
1. "Mighty, Mighty" (Curtis Mayfield) (2:45)
2. "Hard Times" (Mayfield) (3:19)
3. "California Dreamin'" (John Phillips, Michelle Phillips) (4:43)
4. "Running" (Mayfield) (3:36)
5. "One Dragon Two Dragon" (Ramey) (4:02)

### Újrakiadások
- The Baby Huey Story: The Living Legend - Image Records (Unidisc) AGE - 2003 - 1987 (LP)
- The Baby Huey Story - Sequel Records NEMLP 405 - 1999 (LP)[4]
- The Baby Huey Story: The Living Legend -Unidisc AGEK 2003 - 1999
- The Baby Huey Story - Sequel NEBCD 405 - 1999 (CD)[4]
- The Baby Huey Story: The Living Legend - Water 142 - 2004 (CD)[4]

### Számlista
Sequel NEBCD 405
1. "Listen to Me" (Johnson) (6:40)
2. "Mama Get Yourself Together" (Ramey) (6:12)
3. "A Change Is Gonna Come" (Cooke) (9:25)
4. "Mighty Mighty Children, Pt. 2" (Mayfield) (2:47)
5. "Hard Times" (Mayfield) (3:21)
6. "California Dreamin'" (Phillips, Phillips) (4:47)
7. "Running" (Mayfield) (3:38)
8. "One Dragon Two Dragon" (Ramey) (4:06)
9. "Mighty Mighty Children, Pt. 1" (Mayfield) (2:28)
10. "Running" [Mono Mix] (Mayfield) (2:52)
11. "Hard Times" [Mono Mix] (Mayfield) (3:20)[5]